# 西社卫公庙
西社卫公庙，位于山西省长治市平顺县北社乡西社村，始建于元朝，供奉卫国公李靖。1943-1944年解放区“破除迷信”活动中神像被毁。
现存山门（戏台）、献殿、正殿等。正殿面阔三间，进深六椽，硬山顶，为元代遗构，殿内残存壁画8平方米。献殿面阔三间，进深五椽，硬山卷棚顶。戏楼二层三间。
2016年6月6日，西社卫公庙公布为第五批山西省文物保护单位，编号5-94。2019年10月7日，西社卫公庙公布为第八批全国重点文物保护单位。